# Кубок Ліхтенштейну з футболу 1975—1976
Кубок Ліхтенштейну з футболу 1975—1976 — 31-й розіграш кубкового футбольного турніру в Ліхтенштейні. Титул здобув Ешен-Маурен.

## Перший раунд
| Команда 1   | Рахунок | Команда 2 |
| ----------- | ------- | --------- |
| Бальцерс    | 3–2     | Шан       |
| Трізенберг  | 0–2     | Вадуц     |
| Ешен-Маурен | 3–0     | Руггелль  |

Вільний від першого раунду Трізен.

## 1/2 фіналу
| Команда 1   | Рахунок         | Команда 2 |
| ----------- | --------------- | --------- |
| Ешен-Маурен | 4–1             | Вадуц     |
| Трізен      | 5–5 дч пен. 2–4 | Бальцерс  |

## Фінал
| 19 квітня 1976 |

| Ешен-Маурен | 3–1 | Бальцерс |
| ----------- | --- | -------- |
|             |     |          |

| Ешен |